# 아르투르 슈르비우스

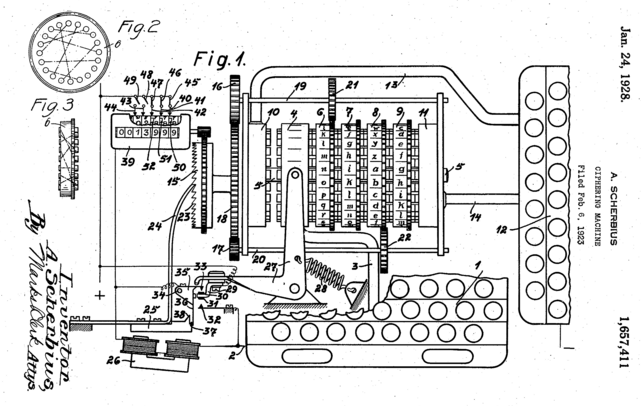
1928년 등록된 슈르비우츠의 에니그마 기계 특허

아르투르 슈르비우스(독일어: Arthur Scherbius)는 에니그마 암호와 그 기계를 발명한 독일 전기공학자자이다. 셰르비우스는 군과 민간에게 암호의 중요성을 알려주는 계기가 됐다.

## 생애

### 초기
슈르비우스는 독일 프랑크푸르트에서 태어났다. 뮌헨 공과대학교에서 전기공학을 공부하였으며, 이후 하노버 라이프니츠 종합대학교에서 1903년 3월까지 학업을 이어나갔다. 그 다음해, "Proposal for the Construction of an Indirect Water Turbine Governor"라는 논문으로 공학박사학위를 취득하였다.

### 경력
학위 취득 후, 슈르비우스는 독일과 스위스의 전기 회사에 취직했다. 1918년, Scherbius & Ritter라는 회사를 창업하여 유도전동기 등 여러 전기 제품을 발명했다. 1918년 2월 23일, 슈르비우스는 후에 에니그마로 불리울 회전자에 대한 특허를 취득했다.

#### 에니그마 기계
슈르비우스는 그리스어로 수수께끼를 뜻하는 아이니그마고대 그리스어: αἴνιγμα에서 이름을 따와 기계의 이름을 에니그마로 정했다. 첫 모델 Model A는 약 50kg의 거대한 기계였다. 이후 Model B, Model C는 휴대가 가능할 정도로 축소하였으며, 그 모습은 마치 나무상자 속 타자기 같았다. 에니그마의 조합은 약 (5 × 4 × 3) × (263) × [26! / (6! × 10! × 210)] = 158,962,555,217,826,360,000 개의 경우의 수가 가능했다.
에니그마는 첫 출시 당시에는 시장의 기대를 받지 못하였으나, 슈르비우스는 이를 포기하지 않았다. 결국 에니그마는 1926년 독일의 해군이 이용하기 시작한 뒤로, 1928년에는 독일의 육군, 1935년에는 독일의 공군까지도 이용하기 시작했다. 그러나 이미 1932년 12월, 폴란드 암호국은 프랑스 정보기관에 잡힌 독일군 스파이로부터 단서를 얻어 암호를 해독한 적이 있었고, 2차 대전 발발 직전 폴란드는 이 정보를 동맹국인 영국, 프랑스등 과 공유하였다. 이후, 영국의 블레츨리 파크에서 앨런 튜링 등에 의해 해독 알고리즘이 발명되었다. 그러나 이를 알지 못했던 독일군은 세계 2차 대전에 에니그마를 적용하였고, 이후 회전판을 하나 더 추가하였으나, 유출된 정보와 미국의 도움으로 또다시 완파되었다. 이에 대한 자세한 정보는 에니그마의 해독을 참고.

### 사망
1929년, 슈르비우스는 베를린에서 승마 중 낙상으로 사망하여 그의 기계가 널리 이용되는 것을 보기도 전에 사망하였다.

## 특허권
- 미국 특허 1,556,964
- 미국 특허 1,584,660
- 미국 특허 1,657,411